# Người kế vị
Người kế vị (tiếng Hàn: 신들의 만찬; Hanja: 神들의 晚餐; Romaja: Sindeului Manchan) là phim truyền hình Hàn Quốc 2012 có sự tham gia của Sung Yu-ri, Seo Hyun-jin, Joo Sang-wook và Lee Sang-woo. Được phát sóng trên MBC từ 4 tháng 2 đến 20 tháng 5 năm 2012 vào mỗi tối thứ bảy và chủ nhật lúc 21:50 với 32 tập.

## Phân vai
- Sung Yu-ri vai Go Joon-young[1][2]
  - Jung Min-ah vai Joon-young khi nhỏ
- Seo Hyun-jin vai Ha In-joo / Song Yeon-woo[3]
  - Joo Da-young vai In-joo khi nhỏ
- Joo Sang-wook vai Choi Jae-ha
- Lee Sang-woo vai Kim Do-yoon[4]
- Jeon In-hwa vai Sung Do-hee
- Kim Bo-yeon vai Baek Seol-hee
- Jung Hye-sun vai Sun Noh-in
- Jung Dong-hwan vai Ha Young-bum
- Park Sang-myun vai Im Do-shik
- Sean Richard vai Daniel
- Son Hwa-ryung vai Kim Shin-young
- Lee Min-ji vai Jane

## Tỉ lệ người xem
| Tập #      | Ngày phát sóng gốc  | Bình quân tỉ lệ người xem | Bình quân tỉ lệ người xem | Bình quân tỉ lệ người xem | Bình quân tỉ lệ người xem |
| Tập #      | Ngày phát sóng gốc  | TNmS Ratings              | TNmS Ratings              | AGB Nielsen               | AGB Nielsen               |
| Tập #      | Ngày phát sóng gốc  | Cả nước                   | Vùng thủ đô Seoul         | Cả nước                   | Vùng thủ đô Seoul         |
| ---------- | ------------------- | ------------------------- | ------------------------- | ------------------------- | ------------------------- |
| 1          | 2 tháng 2 năm 2012  | 12.9%                     | 15.3%                     | 14.8%                     | 16.4%                     |
| 2          | 5 tháng 2 năm 2012  | 12.3%                     | 15.0%                     | 12.3%                     | 13.5%                     |
| 3          | 11 tháng 2 năm 2012 | 13.3%                     | 16.5%                     | 13.1%                     | 14.5%                     |
| 4          | 12 tháng 2 năm 2012 | 13.1%                     | 16.6%                     | 12.2%                     | 13.2%                     |
| 5          | 18 tháng 2 năm 2012 | 14.8%                     | 17.4%                     | 14.5%                     | 16.1%                     |
| 6          | 19 tháng 2 năm 2012 | 13.3%                     | 16.5%                     | 12.9%                     | 14.5%                     |
| 7          | 25 tháng 2 năm 2012 | 15.1%                     | 17.7%                     | 14.4%                     | 16.6%                     |
| 8          | 26 tháng 2 năm 2012 | 14.3%                     | 16.4%                     | 14.0%                     | 16.2%                     |
| 9          | 3 tháng 3 năm 2012  | 13.9%                     | 16.8%                     | 15.4%                     | 17.6%                     |
| 10         | 4 tháng 3 năm 2012  | 12.8%                     | 14.8%                     | 13.3%                     | 14.3%                     |
| 11         | 10 tháng 3 năm 2012 | 15.5%                     | 18.5%                     | 15.0%                     | 17.1%                     |
| 12         | 11 tháng 3 năm 2012 | 14.4%                     | 16.8%                     | 14.2%                     | 15.3%                     |
| 13         | 17 tháng 3 năm 2012 | 16.9%                     | 19.8%                     | 16.7%                     | 18.1%                     |
| 14         | 18 tháng 3 năm 2012 | 14.5%                     | 18.5%                     | 16.3%                     | 18.2%                     |
| 15         | 24 tháng 3 năm 2012 | 17.4%                     | 21.2%                     | 17.2%                     | 18.7%                     |
| 16         | 25 tháng 3 năm 2012 | 15.0%                     | 18.9%                     | 16.4%                     | 17.9%                     |
| 17         | 31 tháng 3 năm 2012 | 14.0%                     | 17.1%                     | 15.5%                     | 16.2%                     |
| 18         | 1 tháng 4 năm 2012  | 13.5%                     | 15.4%                     | 15.7%                     | 17.6%                     |
| 19         | 7 tháng 4 năm 2012  | 15.2%                     | 19.1%                     | 15.3%                     | 17.1%                     |
| 20         | 8 tháng 4 năm 2012  | 15.4%                     | 19.0%                     | 16.9%                     | 19.1%                     |
| 21         | 14 tháng 4 năm 2012 | 17.3%                     | 20.2%                     | 16.4%                     | 18.0%                     |
| 22         | 15 tháng 4 năm 2012 | 15.8%                     | 19.1%                     | 17.0%                     | 19.1%                     |
| 23         | 21 tháng 4 năm 2012 | 16.0%                     | 18.8%                     | 17.3%                     | 19.1%                     |
| 24         | 22 tháng 4 năm 2012 | 17.3%                     | 20.1%                     | 17.2%                     | 19.4%                     |
| 25         | 28 tháng 4 năm 2012 | 17.0%                     | 20.1%                     | 18.2%                     | 19.8%                     |
| 26         | 29 tháng 4 năm 2012 | 15.6%                     | 18.3%                     | 17.8%                     | 20.1%                     |
| 27         | 5 tháng 5 năm 2012  | 16.7%                     | 20.7%                     | 19.2%                     | 21.4%                     |
| 28         | 6 tháng 5 năm 2012  | 17.4%                     | 20.4%                     | 19.1%                     | 20.8%                     |
| 29         | 12 tháng 5 năm 2012 | 17.2%                     | 20.8%                     | 19.0%                     | 21.3%                     |
| 30         | 13 tháng 5 năm 2012 | 17.9%                     | 21.8%                     | 20.4%                     | 22.8%                     |
| 31         | 19 tháng 5 năm 2012 | 17.8%                     | 20.4%                     | 18.1%                     | 19.8%                     |
| 32         | 20 tháng 5 năm 2012 | 18.3%                     | 21.9%                     | 19.5%                     | 21.7%                     |
| Trung bình | Trung bình          | 15.4%                     | 18.4%                     | 16.1%                     | 17.9%                     |

## Giải thưởng và đề cử
| Năm  | Giải                    | Hạng mục                                                 | Người nhận    | Kết quả   |
| ---- | ----------------------- | -------------------------------------------------------- | ------------- | --------- |
| 2012 | 1st K-Drama Star Awards | Excellence Award, Actor                                  | Joo Sang-wook | Đề cử     |
| 2012 | MBC Drama Awards        | Grand Prize (Daesang)                                    | Sung Yu-ri    | Đề cử     |
| 2012 | MBC Drama Awards        | Top Excellence Award, Actor in a Special Project Drama   | Joo Sang-wook | Đề cử     |
| 2012 | MBC Drama Awards        | Top Excellence Award, Actress in a Special Project Drama | Sung Yu-ri    | Đoạt giải |
| 2012 | MBC Drama Awards        | Excellence Award, Actor in a Special Project Drama       | Lee Sang-woo  | Đoạt giải |
| 2012 | MBC Drama Awards        | Excellence Award, Actress in a Special Project Drama     | Kim Bo-yeon   | Đề cử     |
| 2012 | MBC Drama Awards        | Excellence Award, Actress in a Drama Serial              | Seo Hyun-jin  | Đoạt giải |
| 2012 | MBC Drama Awards        | Golden Acting Award, Actress                             | Jeon In-hwa   | Đoạt giải |